# Theta Aurigae
Désignations
Theta Aurigae (θ Aur / θ Aurigae) dans la Désignation de Bayer est une étoile binaire de la constellation du Cocher. D'après la mesure de sa parallaxe annuelle par le satellite Hipparcos, le système est situé à 166 années-lumière de la Terre.

## Nomenclature, histoire  et mythologie

### Du ciel gréco-arabe à l'UAI
Mahasim est aujourd'hui le nom approuvé pour θ Aur par l’Union astronomique internationale (UAI). Il est vrai que nous trouvons la locution super mahasim sinistrum, utilisée dans Gérard de Crémone (ca.  1175), pour rendre l’arabe على المعصم الأيسر ᶜlā l- miᶜṣam al-Aysar chez al-Ḥağğāğ b. Maṭar et Isḥāq b. Ḥunayn, pour décrire la position de cette étoile. On ne trouve le mot mahasim comme nom propre pour cette étoile chez Johann Bayer, mais Richard Hinckley Allen fait, à propos de λ Her, cette remarque que Mahasim est aussi utilisé pour θ et η Aur (1899), ce qui est vrai pour θ et non pour η Aur. Ceci a été repris par Jack W. Rhoads, et finalement par l’UAI.

### Dans le ciel arabe traditionnel
θ Aur appartient au groupe βθγ Aur, nommé توابع العيّوق Tawābiᶜ al-ᶜAyyūq, « les Suivantes d’Alhajoth », mais également الأعلأم al-Aᶜlām, « les Signes » ,. Tawābiᶜ al-ᶜAyyūq a donné Altawabi, un des noms de ι Aur (voir cette étoile). 

### En Chine
θ Aur est 五车四, soit la 4e étoile de l’astérisme Wuche, « les Cinq chars ».

## Propriétés
L'étoile principale, désignée θ Aurigae A, est une étoile blanche de la séquence principale de type spectral A0pSi ayant une magnitude apparente de +2,7. Sa compagne, θ Aurigae B, est une naine jaune-blanche de type F2-5V ayant une magnitude apparente de +7,2. Les deux étoiles sont distantes de 3,5 secondes d'arc. Une troisième étoile, θ Aurigae C, de  11e magnitude, est distante de 49 secondes d'arc, mais est une compagne optique.
La magnitude apparente combinée moyenne du système est de +2,65 mais la primaire étant une étoile variable de type α2 Canum Venaticorum, la luminosité du système varie entre les magnitudes +2,62 et +2,70 avec une période de 3,62 jours.